# Statiskt minne
Statiskt minne eller Statiskt RAM (engelska: Static Random Access Memory (SRAM)) är en snabb typ av läs- och skrivbart datorminne som bland annat används som cacheminne i högpresterande mikroprocessorer. Det har då relativt hög strömförbrukning. Statiskt RAM avsett för lägre hastigheter har å andra sidan möjlighet till extremt låg strömförbrukning (i storleken några μA), särskilt då det skrives och läses mer infrekvent. Det används därför som bland annat arbetsminne för processorer i strömsnåla lågprestanda-applikationer (olika typer av inbyggda system).
Statiskt RAM är dyrare än dynamiskt RAM eftersom det har lägre lagringstäthet. Det beror på att varje minnescell måste vara en bistabil vippa (typiskt 6 transistorer). Dessa vippor gör att data ligger kvar statiskt så länge strömförsörjningen fungerar, utan att någon periodisk återskrivning krävs. (I ett dynamiskt minne lagras istället varje bit i en speciell sorts transistor med hög egenkapacitans som passivt håller laddningen i de millisekunder som förflyter mellan återskrivningarna.)